# Художественный музей Вейсмана
Художественный музей Фредерика Р. Вейсмана (англ. Frederick R. Weisman Art Museum) — художественный музей, входящий в состав Миннесотского университета (Миннеаполис, США). Он был основан в 1934 году в качестве Университетской галереи и первоначально располагался на верхнем этаже университетской аудитории Нортроп. В 1993 году музей переехал в нынешнее здание, построенное по проекту американского архитектора канадского происхождения Фрэнка Гери. Тогда же ему было присвоено имя Фредерика Р. Вейсмана, коллекционера произведений искусства и филантропа. Собрание музея включает более 20 000 единиц хранения, в том числе большие коллекции произведений искусства Марсдена Хартли, Альфреда Морера, Чарльза Бидермана, керамику культуры мимбрес и традиционную корейскую мебель.

## Фредерик Р. Вейсман
Фредерик Р. Вейсман (27 апреля 1912 – 11 сентября 1994), будучи уроженцем Миннеаполиса, прославился в Лос-Анджелесе как коллекционер произведений искусства. В 1982 году он приобрёл поместье в районе Холмби-Хиллз в Лос-Анджелесе для того, чтобы разместить там свою коллекцию произведений искусства XX века. Вейсман открыл его для публики, стремясь сделать более живым взаимодействие посетителей с произведениями искусства, чем оно бывает в традиционных галереях или музеях. Это поместье и по сей день служит резиденцией Художественного фонда Фредерика Р. Вейсмана. Поместье Вейсмана представляет собой двухэтажный дом, построенный в конце 1920-х годов в стиле средиземноморского возрождения по проекту Гордона Кауфманна, архитектора из Лос-Анджелеса.
Имя Вейсмана также носит художественный музей, расположенный на территории кампуса Университета Пеппердайн в городе Малибу (штат Калифорния, США).

## Здание музея
Нынешнее здание музея было построено по проекту всемирно известного архитектора Фрэнка Гери и местного архитектурного бюро MSR Design, будучи законченным в ноябре 1993 года. Оно служит одной из главных достопримечательностей кампуса Миннесотского университета, располагаясь на утёсе с видом на реку Миссисипи у восточного окончания моста Вашингтон-авеню. Абстрактная структура здания примечательна тем, что появилась ещё до начала широкого распространения автоматизированного проектирования в архитектуре.
Здание имеет два фасада, в зависимости от того, с какой стороны на него смотреть. С юго-восточной стороны предстаёт кирпичный фасад, сочетающийся с историческими зданиями вдоль протяжённого открытого пространства Нортроп. С северо-западной стороны фасад здания представляет собой абстракцию рыбы и водопада, выполненную из изогнутых и угловатых матовых стальных листов. Обшивка из нержавеющей стали для него была изготовлена и установлена A. Zahner Company, традиционным партнёром Гери.
В 2011 году у музей появилось крупное дополнительное здание, также построенное по проекту Фрэнка Гери.

## Галерея
- Внешний вид здания, построенного по проекту Фрэнка Гери
- Главный ход в музей
- Альфред Морер, Стоящая обнажённая женщина (1927-1928), из собрания музея